# Stimmen-Festival
Le Stimmen-Festival (festival Stimmen ou simplement Stimmen), est un festival de musique organisé annuellement depuis 1994, généralement en juillet, à Lörrach et dans les villes environnantes, au carrefour de l'Allemagne, de la France et de la Suisse. 

## Histoire
Avec plus de 30 000 visiteurs par an, le Stimmen-Festival — organisé par Helmut Bürgel depuis ses débuts jusqu'en 2012, puis par Markus Muffler — devient l'un des festivals les plus importants du sud de l'Allemagne et de la Suisse. Au printemps 2009, il est nommé en tant que festival de l'année pour le Live Entertainment Award (LEA) et se classe deuxième sur 700 manifestations visitées par le jury. L'organisateur est la Burghof Lörrach GmbH en coopération avec différents partenaires de longue date d'Allemagne et de Suisse, ici entre autres le canton de Bâle-Campagne et la commune de Riehen.
Le festival propose des concerts chaque soir dans différents lieux, notamment au Burghof Lörrach, à Augst (théâtre romain), à Riehen et au Rosenfelspark de Lörrach. Les plus grands concerts du festival ont lieu sur l'ancienne place du marché de Lörrach, située au centre de la ville. Des représentants et des ensembles de la musique vocale et chorale sont présentés à travers les époques et les styles, parmi lesquels des musiciens et groupes notables rock et pop, de la musique classique et du jazz vocal — comme Bob Dylan, Bob Geldof, Bryan Ferry, Calexico, Elton John, Jamie Cullum, Lenny Kravitz, Leonard Cohen, Lionel Richie, Marianne Faithfull, Mark Knopfler, Neil Young, Patricia Kaas, Patti Smith, Paul Simon, P!nk et New Power Generation — ainsi que des nouveaux venus, des artistes solo et des choristes.